# البلعومية
البلعومية هو جنس من 6 أنواع من الوقواق في عائلة وقواقية.
| صورة   | الاسم العلمي            | اسم شائع              | توزيع                                                      |
| ------ | ----------------------- | --------------------- | ---------------------------------------------------------- |
|        | البلعومية دياردي        | مالكوها ذو بطن أسود   | بروناي وإندونيسيا وماليزيا وميانمار وسنغافورة وتايلاند.    |
| </img> | البلعومية سومطرة        | مالكوها كستنائي بطن   | بروناي وإندونيسيا وماليزيا وميانمار وسنغافورة وتايلاند.    |
| </img> | البلعومية فيريديروستريس | ملكوها أزرق الوجه     | شبه جزيرة الهند وسريلانكا.                                 |
| </img> | البلعومية تريستيس       | الملكوها الخضراء      | شبه القارة الهندية وجنوب شرق آسيا                          |
| </img> | البلعومية كيرفيروستريس  | مالكوها كستنائي الصدر | جنوب شرق آسيا من ميانمار إلى جاوة الشرقية والفلبين وبورنيو |
| </img> | البلعومية پیروسفالی     | ملكوها احمر الوجه     | سيريلانكا                                                  |